# Dioxinový skandál v Německu
Na konci roku 2010 propukla v Německu dioxinová aféra. Bylo zjištěno, že do průmyslově vyráběných krmiv pro zvířata byla přidána technická směs mastných kyselin, jež vzniká při výrobě bionafty, kterou koupil výrobce krmného tuku a použil ji do výroby. Tento krmný tuk, který byl kontaminovaný dioxiny byl pak prodán výrobcům krmných směsí. Tyto kontaminované krmné směsi pak byly podávány drůbeži, prasatům a jak se ukázalo později, i skotu.

## Vliv na Česko
Česká republika, která byla až do konce 90. let 20. století exportérem vepřového masa, se kvůli rozdílným podmínkám zemědělské politiky v jednotlivých státech EU dostávala stále více do závislosti na dovozech. Ještě v roce 2004 vyráběli čeští zemědělci 100% spotřeby, avšak od tohoto roku začala produkce dramaticky klesat. Protože v roce 2010 činil dovoz z Německa již téměř 100 tisíc tun, což je téměř 1/4 české spotřeby vepřového, dotknul se tento skandál významně i Česka.

## Časová posloupnost skandálu

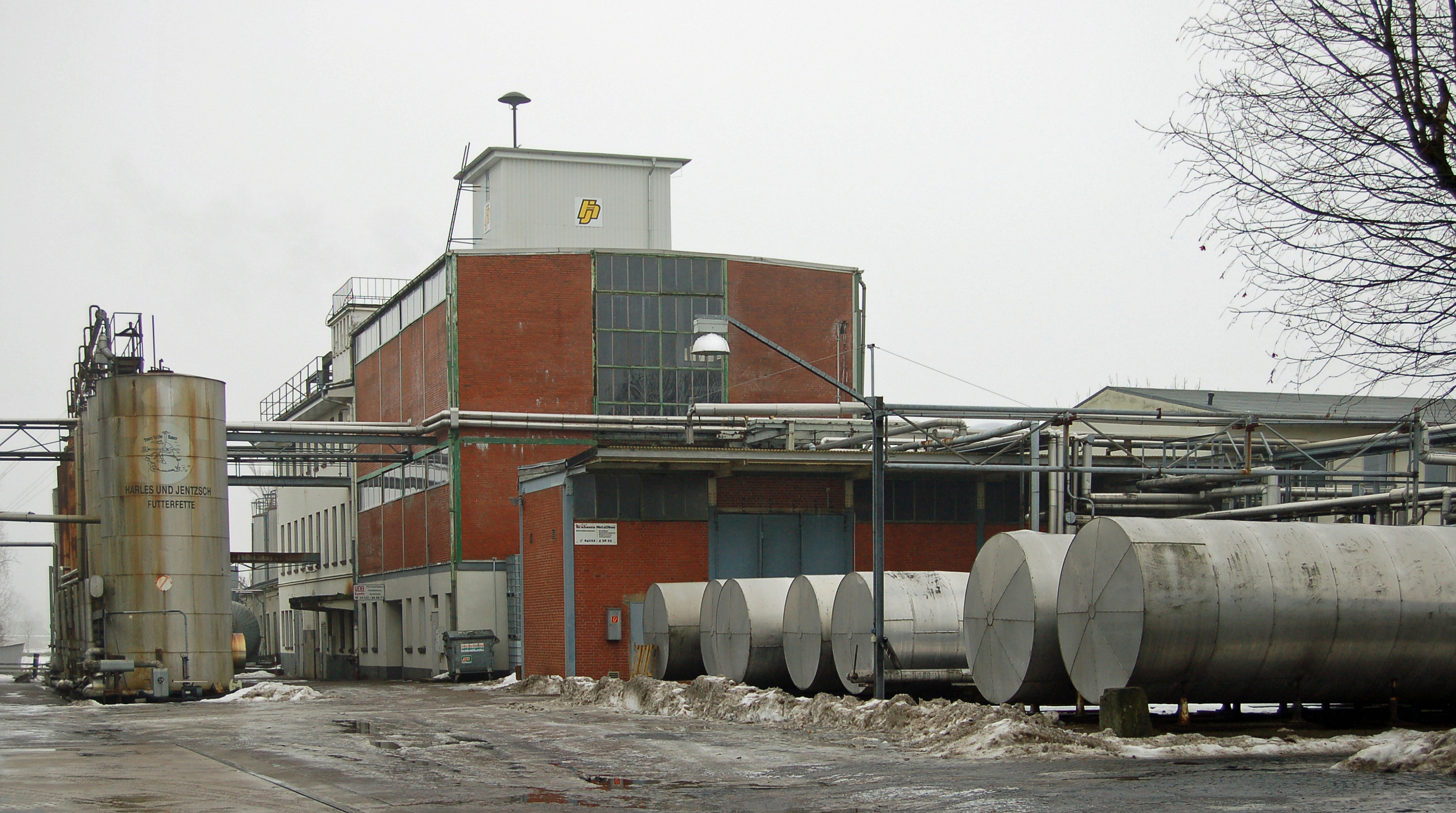
Areál výrobce krmných směsí firmy Harles und Jentzsch, která produkovala kontaminované krmivo

Dne 4. ledna 2011 oznámily české sdělovací prostředky, že úřady v Německu zavřely přes 1 tisíc zemědělských podniků a nařídily zlikvidovat několik tisíc slepic kvůli výskytu rakovinotvorného dioxinu ve vejcích.
5. ledna oznámila česká Státní zemědělská a potravinářská inspekce, že zahájila preventivní prověrky v tuzemských obchodech. Následující den prezident Agrární komory ČR Jan Veleba vyzval úřady, aby až do vyšetření skandálu zakázaly dovozy vepřového masa a vajec z Německa.
7.1.2011 oznámilo Slovensko, že je zastaven prodej německého masa a vajec. Dovoz vepřového masa z Německa zakázala Jižní Korea. Ministerstvo zemědělství Šlesvicka-Holštýnska oznámilo, že firma vyrábějící závadné krmné tuky, věděla o kontaminaci dioxinem už od března 2010. Dále bylo oznámeno, že při testech bylo zjištěno až 78násobné množství dioxinu, než které je povoleno. Podle dostupných zdrojů byla kontaminovaná vejce vyvezena do Velké Británie a Nizozemska.
8. ledna bylo oznámeno, že v Německu byla objevena první kuřata se zvýšeným obsahem dioxinů v těle. Také bylo sděleno, že došlo k uzavření již 4700 německých farem. Britské řetězce Tesco, Morrison's a Sainsbury's stáhly z prodeje německá vejce a další zboží, které se z vajec vyrábí.
9. 1. 2011 proběhla v německém tisku zpráva, že německá ministryně pro výživu, zemědělství a ochranu spotřebitelů Ilse Aignerová požaduje tvrdý postih viníků dioxinové aféry.
10. ledna oznámil na tiskové konferenci ministr zemědělství ČR Ivan Fuksa, že nebyly objeveny žádné kontaminované potraviny a odmítl uzavření hranic před dovozy německého masa a vajec. Některé zdroje však později uvedly, že bylo zkontrolováno pouze šest zásilek vepřového masa a jedna zásilka vajec. Dále ten den sdělovací prostředky uveřejnily zprávu, že se německá krmiva s dioxinem dostala do Dánska. Agrární komora ČR vyzvala obchodníky, kteří dovážejí maso a vejce ze zahraničí, aby prováděli mimořádné označovaní nezávadných potravin. Následujícího dne však toto bylo obchodními řetězci odmítnuto.
11. ledna byla dále uveřejněna zpráva, že dioxiny se v Německu našly i ve vepřovém mase a že tam dochází k vybíjení prasat. Prezident Agrární komory Jan Veleba ve svém on-line rozhovoru pro internetový deník iHNed.cz řekl, že je třeba, aby potravinářské výrobky byly označovány nejen místem posledního zpracování, ale i místem původu surovin. Dále řekl, že se do ČR ročně dováží téměř 100 tisíc tun vepřového masa z Německa, což je skoro čtvrtina spotřeby vepřového v ČR. Zkritizoval mediální postup českých úřadů, které dle jeho slov vyšetřily kolem dvaceti vzorků masa a jednu zásilku vajec, a oznámily, že je „vše v pořádku.“ Taktéž vyslovil názor, že hlavní hygienik ČR Michael Vít by měl ze své funkce odstoupit.
12. ledna připustilo ministerstvo zemědělství Dolního Saska, že vepřové maso z německého chovu, kde se prokázala přítomnost dioxinu, se nejspíš dostalo na trh. Čína oznámila, že zastavuje dovoz vepřového masa a vajec z Německa. Zpřísnění kontrol dováženého německého drůbežího a vepřového masa s výhradou možného následného pozastavení dovozu oznámilo Rusko. Zpravodajský server Aktuálně.cz vydal zprávu, že německé vepřové maso míří do ČR přes Polsko.
 Ředitel Svazu chovatelů prasat v Čechách a na Moravě Jan Stibal v internetovém deníku iHNed.cz uvedl, že je do ČR dovezeno z Německa měsíčně 75 tisíc prasat, avšak vzorky byly odebrány pouze u 4 kusů. Zkritizoval těžkopádnost evropského Systému rychlého varování – RASFF. Podle jeho slov byl první vzorek odebrán k analýze již 4. prosince 2010, avšak vyhodnocen byl až za měsíc, čímž vypukla dioxinová aféra. Též zkritizoval Státní veterinární správu a Českou potravinářskou inspekci, které dle jeho slov postihují české výrobce za drobnější pochybení, avšak k v případě nebezpečných skandálů v jiných státech EU jsou nečinné. Navrhl, aby na maso v obchodech nebyla uváděna jen země poslední operace, ale i země původu, a požadoval razantnější přístup všech orgánů státní správy včetně podávání relevantních informací. Mluvčí eurokomisaře pro zdraví a spotřebitelskou politiku vyjádřil zklamání nad postojem Německa v aféře s dioxiny. Sdělil, že EU zvažuje regulaci potravinářského průmyslu.
13. ledna 2011 oznámilo ministerstvo zdravotnictví spolkové země Sasko-Anhaltsko, že německé maso z kontaminovaných chovů bylo počátkem ledna prodáno do Česka a Polska. Později bylo oznámeno, že se jednalo o 4,5 tuny vepřového masa, které se prodalo ve Středočeském a Ústeckém kraji zejména pro účely veřejného stravování. Čeští veterináři za to kritizovali své německé kolegy ohledně špatné komunikace a pozdního podání informace o dodávce tohoto masa do Česka.
14. ledna vyzval Odborový svaz pracovníků zemědělství a výživy ministra zemědělství Ivana Fuksu a hlavního hygienika ČR Michaela Víta, "aby se okamžitě s plnou odpovědností touto nebezpečnou situací začali zabývat, přijali odpovídající opatření a vyvodili ze vzniklé situace personální postihy." Bylo oznámeno, že Státní veterinární správa stáhla z prodeje 200 tisíc kusů podezřelých vajec, která byla nedůvěryhodně označená. Později se však ukázalo vejce dovezená z Německa firmou "Česká drůbež" nemá s dioxinovou aférou nic společného.
V sobotu 15. ledna 2011 bylo oznámeno, že dioxinový skandál se nadále šíří a že bylo ve spolkové zemi Dolní Sasko uzavřeno dalších 934 podniků, z toho 110 drůbežáren, 403 vepřínů a 248 podniků na chov podsvinčat. Mluvčí české Státní veterinární správy Josef Duben však uklidňoval veřejnost, že "dioxin je nebezpečný toliko při dlouhodobé spotřebě." Dioxinový skandál se stal v Německu tématem politického boje. Kritice musela čelit spolková ministryně zemědělství Ilse Aignerová, které opozice vyčetla, že zareagovala velmi pozdě. Ministryně naproti tomu kritizovala vládu v Dolním Sasku a požadovala rezignaci dolnosaského ministra zemědělství.
17. ledna oznámil internetový deník Aktuálně.cz, že čeští veterináři našli tunu podezřelého masa, které bylo dodáno do bufetů, jídelen a vývařoven. V pořadu České televize "Hydepark" řekl mluvčí SVS Josef Duben, že dosud bylo zkontrolováno méně než 30 vzorků výrobků z Německa.
18. ledna se konal v Pardubicích brífing Agrární komory ČR, na kterém bylo řečeno, že situace v dovozu německého vepřového masa není navzdory prohlášení českých státních orgánů pod kontrolou. Bylo konstatováno, že německé orgány dosud přesně nevědí, kolik bylo vyrobeno v Německu kontaminovaných krmných směsí a kam byly dodány. Dále byly podány závažné informace týkající dovozu německého masa přímo do českých restaurací, vývařoven i škol. Též bylo řečeno, že je snahou dovážet přebytky německého masa do ČR za dumpingové ceny. Agrární komora ČR zkritizovala nedostatečný postup ministerstva zemědělství ČR vůči Německu, nedostatečný počet kontrol dováženého zboží z Německa i nerovnoprávnost mezi kontrolami na české a německé straně. Vyzvala spotřebitele, aby kupovali české maso Agrární komora též upozornila na stále zvyšující se dovoz masa z Německa, který např. činí v průměru 85 kamiónů vepřového masa denně, a vyzvala masokombináty a jatka, ať toto maso neodebírají.
19. ledna 2011 bylo oznámeno, že v Německu byly kontaminovaným krmivem zasaženy také odchovny skotu. V zemském okrese Osnabrück v Dolním Sasku bylo kromě 34 chovů nosnic a 50 chovů prasat uzavřeno i 12 chovů skotu. Dále vyšla zpráva, že ředitel Státní zemědělské a potravinářské inspekce Jakub Šebesta odeslal protestní dopis řediteli řediteli sekce RASFF José Luis de Felipemu, ve kterém žádá o vysvětlení bezprecedentního postupu týkajícího se dioxinové kauzy.
V Literárních novinách se objevila zpráva, že technický olej přidávaný do krmiva obsahoval 124 pikogramů dioxinů na gram oleje, přičemž např. česká norma povoluje pouze jeden pikogram. Český rozhlas informoval, že se v Německu objevil v krmivu chloramfenikol, který Evropská unie zakázala už v roce 1994. Někteří čeští výrobci deklarovali, že se bez dovozu německého vepřového masa neobejdou.
20. ledna citoval český deník E 15 zprávu rakouského deníku Die Presse, že "přimíchávání tuků s obsahem dioxinu do krmiva pro hospodářská zvířata sahá podle dolnosaského ministerstva zemědělství ještě dále než do března 2010." Přimíchávání technických tuků do krmiv bylo již delší dobu ilegální praxí. Ve sdělovacích prostředcích také bylo oznámeno, že kontrolované vzorky masa které bylo dovezeno do Česka z německých chovů, v nichž se používalo kontaminované krmivo, neobsahují nadlimitní množství dioxinů.
21. ledna se na webu Svazu chovatelů prasat v Čechách a na Moravě objevily informace o demonstracích chovatelů prasat v Belgii a Nizozemsku a o opatřeních v jiných státech EU. Např. ve Francii byl podepsána dohoda, podle které se na etiketách masa bude uvádět informace o původu suroviny. Maďarsko zase nařídilo dovozcům oznamovat úřadům dodávky produktů vepřového masa z Německa dva pracovní dny před očekávaným příjezdem. Kromě toho musí německé vepřové dovezené od 12. listopadu 2010 do Maďarska projít zkouškami na dioxin. Český ministr zemědělství Ivan Fuksa, který se v Berlíně účastnil zemědělského a potravinářského veletrhu Grüne Woche, byl přesvědčován německou ministryní Ilse Aignerovou, že informační systém varující před závadnými látkami v potravinách funguje správně. Ivan Fuksa ale v rozhovoru pro ČTK a Českou televizi řekl: "Co skoro stoprocentně selhalo, to je systém rychlého varování. Dostali jsme důležité informace skoro až s třítýdenním zpožděním, což je katastrofální" Tohoto dne vydala Evropská komise prohlášení, že "v souvislosti s výše uvedenou událostí v Německu nejsou žádné právní důvody uvalovat jakákoli restriktivní opatření na potraviny a zvířata německého původu."
22. ledna se v Berlíně konala demonstrace, která byla protestem proti výskytu rakovinotvorných dioxinů v potravinách. Demonstrace se dle organizátorů účastnilo až 22 tisíc lidí a do ulic vyjelo 70 traktorů. Prodej vajec klesl v Německu o 20 procent, u drůbežího a vepřového ještě více. Spotřebitelská důvěra v důslednou kontrolu potravin zde poklesla na pouhých 27%.
24. ledna bylo oznámeno, že zástupci ČR v Evropské unii prosazují, aby vejce, vepřové a drůbeží maso měly vlastní "rodné listy," které by spotřebitele informovaly, odkud výrobek pochází. Stejné informace o původu jsou v EU již povinné u hovězího masa, a to kvůli BSE.

Dovoz masa z Německa zakázaly Bělorusko a Ukrajina. Rusko, které si předtím vymínilo, že dojde k vyšetření 10% masa dováženého z Německa, zakázalo nakonec dovoz taky. Jako důvod bylo uvedeno, že "nebyly veškeré uspokojivě zodpovězeny a navíc nebyly podány dostatečné garance, že dodávané maso je bez dioxinů."
25. ledna vystoupil v Rádiu Impuls v Impulsech Václava Moravce prezident AK Jan Veleba, jenž kritizoval nedostatečný postup české Státní veterinární správy a hlavního hygienika Michaela Víta při dovozu německého masa a vajec. Václav Moravec citoval sdělení Státní veterinární správy, že z 31 odebraných vzorků z Německa dovezeného masa a vajec bylo konce minulého týdne vyhodnoceno 22 vzorků. Jan Veleba označil počet vzorků za nedostatečný a mimo jiné informoval i o vývoji situace v Německu.
26. ledna 2011 interpelovala bývalá česká ministryně zdravotnictví Zuzana Roithová Evropskou komisi v kauze dioxinové aféry. Vyjádřila nespokojenost s vystoupením komisaře v Evropském parlamentu ve Štrasburku, kde byl pozván minulý týden.
Ke dni 27. ledna odebrala Státní zemědělská a potravinářská inspekce 27 vzorků vajec, drůbežího, vepřového i hovězího masa. Vyhodnoceno z nich bylo 25. Státní veterinární správa České republiky odebrala celkem 38 vzorků vajec, vepřového, drůbežího a krůtího masa, z toho bylo 31 vzorků již vyhodnoceno. Všechny vzorky byly dosud negativní, náklady na tuto kontrolu činily zhruba 1,5 miliónů korun. Vlivem nižší spotřeby masa v Německu dochází ke snižování farmářských cen, což ohrožuje i výrobce v okolních státech.
28. ledna bylo na internetovém serveru Agroweb.cz uveřejněno, že se Evropská komise rozhodla, že pomůže sektoru výroby vepřového masa a otevře soukromé intervenční sklady. Kromě toho se v médiích objevila informace, že v Německu vzrostla ohromným způsobem poptávka po biovejcích. Zásadní zprávou dne však byla "Modřická výzva" Potravinářské komory ČR, která v reakci na dioxinový skandál a dovozy nekvalitního masa vyzývá české spotřebitele k nakupování českých výrobků. Tuto výzvu podpořil i český ministr zemědělství Ivan Fuksa.
2. února 2011 německá vláda oznámila, že zpřísňuje podmínky výrobce krmiv a laboratoře, která se týkají jejich nahlašovacích povinností. Na návštěvě v Bratislavě přesvědčovala německá ministryně Ilse Aignerová svého slovenského resortního kolegu, že německé potraviny nepředstavují pro spotřebitele nebezpečí.
3. února se objevily informace, že německá strana má podezření, že se část kontaminovaného krmného tuku dostala do České republiky a do Polska. V systému RASFF se toto varování před objevilo již 28. ledna 2011, ale české úřady o tom nic do 3. února nevěděly.
Na webu ČT24 se objevila zpráva, že krmivo s dioxiny mířilo do Česka, Dánska, Holandska, Polska a Velké Británie již v prosinci 2010. Německé úřady tuto zásilku stáhly a v tichosti zlikvidovaly. Státní veterinární správa České republiky oznámila, že k dnešnímu dni bylo vyhodnoceno 41 vzorků masa a vajec odebraných v souvislosti s německou dioxinovou aférou, nadlimitní množství dioxinů nebylo zjištěno ani u jednoho vzorku.
4. února vydala Státní zemědělská a potravinářská inspekce prohlášení, ve kterém důrazně odmítla informace o údajném dovozu zamořeného krmného tuku pro drůbež a prasata z Německa do České republiky.
6. února řekl ministr zemědělství Ivan Fuksa v televizní diskuzi Otázky Václava Moravce, že hodlá do měsíce formou vládního nařízení zavést povinnost tuzemských i zahraničních dodavatelů potravin dokládat dozorovým orgánům informace o jejich původu.